# Rayá Akermach
Rayá Akermach (en árabe: رجاء أكرماش‎; 15 de julio de 1997) es una deportista marroquí que compite en taekwondo adaptado. Ganó una medalla de bronce en los Juegos Paralímpicos de París 2024, en la categoría de +65 kg.

## Palmarés internacional
| Juegos Paralímpicos | Juegos Paralímpicos | Juegos Paralímpicos | Juegos Paralímpicos |
| Año                 | Lugar               | Medalla             | Categoría           |
| ------------------- | ------------------- | ------------------- | ------------------- |
| 2024                | París (Francia)     | Medalla de bronce   | +65 kg              |